# جي يونغ جو
جي يونغ جو (19 ديسمبر 1948 – 25 أغسطس 1985) هو ملاكم كوري جنوبي راحل، مثّل بلاده في الألعاب الأولمبية الصيفية 1968 وحقق الميدالية الفضية في فئة وزن الذبابة الخفيف.

## روابط خارجية
جي يونغ جو على موقع أوليمبيديا (الإنجليزية)